# Balboa (huyện)
Huyện Balboa là một huyện (distrito) thuộc tỉnh Panamá ở Panama. Theo điều tra dân số năm 2000, huyện này có dân số 2336 người. Huyện Balboa có diện tích 400  km². Huyện lỵ đóng tại San Miguel.